# Charta 08

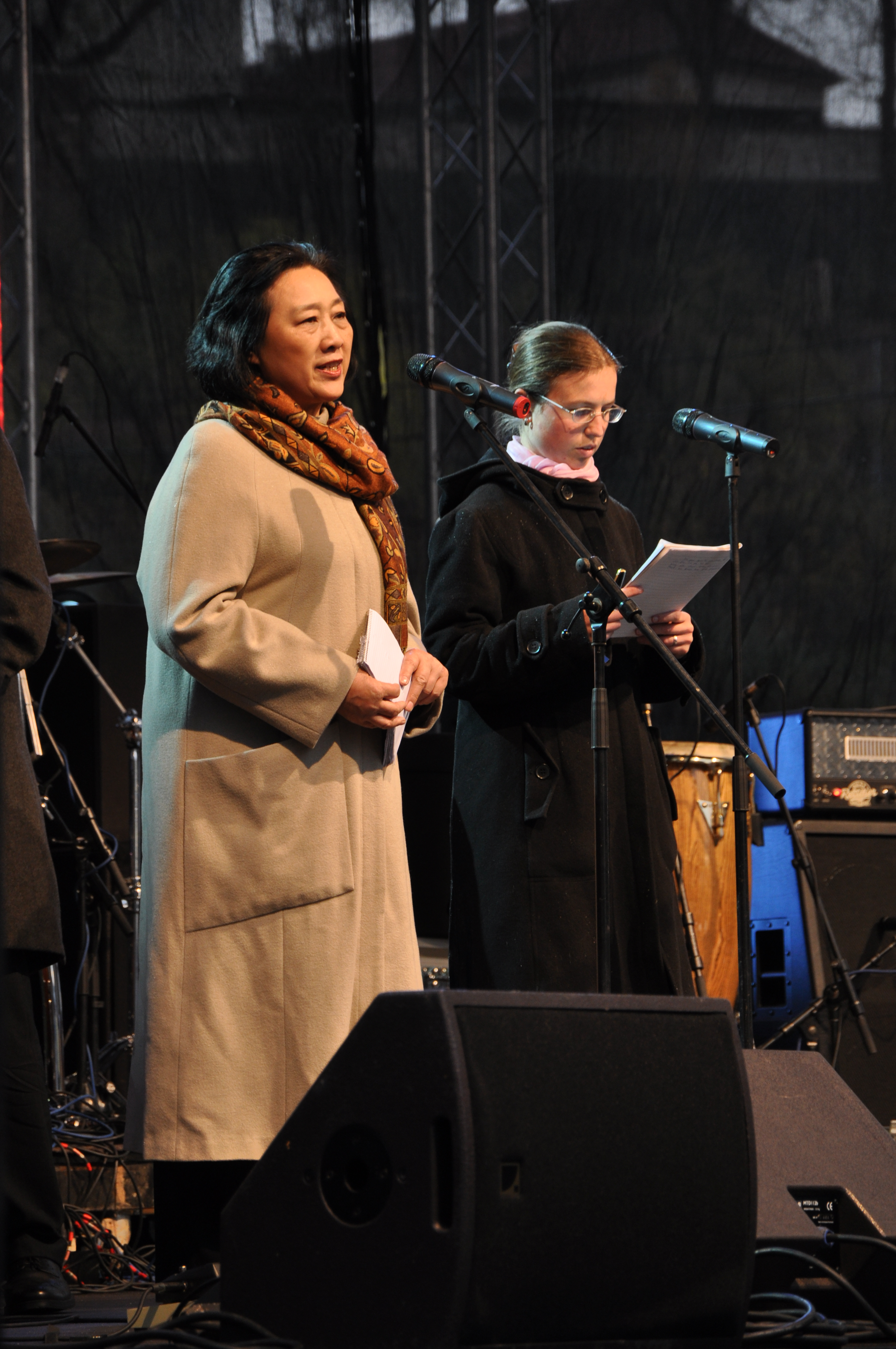
Čínská disidentka mluví o Chartě 08 17. listopadu 2009 na Albertově.

Charta 08 (čínsky 零八宪章) je dokument, který vznikl v roce 2008 v ČLR. Požaduje politické reformy a demokratizaci společnosti.
Byla zveřejněna 10. prosince 2008 v den 60. výročí vzniku Všeobecné deklarace lidských práv. Inspirovala se Chartou 77, která o 31 let dříve vyzvala k dodržování lidských práv v Československu. Podepsalo ji 303 občanů včetně několika vládních činitelů, na konci ledna 2009 bylo evidováno více než 8100 podpisů.

## Liou Siao-po
Literární kritik a historik Liou Siao-po, který se již v roce 1989 účastnil studentských protestů na náměstí Nebeského klidu, byl celý rok 2009 držen ve vazbě a na konci roku, 25. prosince, byl v souvislosti s Chartou 08 odsouzen k jedenácti letům vězení za „podněcování k podvracení státní moci“.
V Česku i jinde ve světě vyvolala Charta 08 pozornost a očekávání. Například:
- V březnu 2009 společnost Člověk v tísni udělila cenu Homo Homini za rok 2008 Liou Siao-poovi a spolu s ním symbolicky také všem signatářům Charty 2008.[1]
- Václav Havel, Pavel Landovský a Václav Malý, se 6. ledna 2010, u příležitosti výročí československé Charty 77, pokusili na velvyslanectví ČLR v Praze předat protestní dopis [2] s požadavkem spravedlivého procesu pro Liou Siao-poa a ukončení perzekucí ostatních signatářů Charty 08.[3]
- Evropská asociace čínských studií zaslala 22. ledna 2010 jménem více než osmi set sinologů ze 36 zemí prezidentu ČLR otevřený dopis, ve kterém žádá propuštění Liou Siao-poa.[4]
- Rudolf Battěk, Jiří Gruntorád a Dana Němcová jako strážci odkazu Charty 77 vyzvali české i zahraniční představitele, kteří mají toto právo, aby nominovali Chartu 08 a Liou Siao-poa na Nobelovu cenu míru.[5]
- Evropský parlament přijal 21. 1. 2010 usnesení požadující, aby se dodržování lidských práv stalo nedílnou součástí dohody, která se s Čínou vyjednává [6]
- Čeští poslanci a senátoři nominovali Liou Siao-poa na Nobelovu cenu.[7]
- Dne 8. října 2010 se Liou Siao-po přes protesty čínské vlády stal laureátem Nobelovy ceny míru.[8]